# Call of Duty: United Offensive
Call of Duty: United Offensive (zkratka CoD UO) je datadisk od úspěšné 3D akční počítačové hry Call of Duty z prostředí 2. světové války. Hráč v ní opět bojuje za stranu Sovětů, Britů a Američanů proti Němcům. Výrobce hry je Infinity Ward, vydavatel společnost Activision. K dispozici má několik nových zbraní od pistole po lehké kulomety a bazooku. Hra má také vylepšený multiplayer, kde jdou na rozdíl od CoD 1 ovládat vozidla. Přidány byly také nové multiplayerové herní módy.

## Singleplayer
Singleplayer, neboli hra pro jednoho hráče, hráče opět provádí bitvami 2. světové války, opět bojuje za 3 národy – Američany, Rusy a Brity za které se ocitnete v trupu bombardéru B-17. Hra se odehrává: v americké kampani v oblasti Bastogne, britské kampani se odehrává nad a v Nizozemsku a na Sicílii a v ruské kampani v okolí Kursku a Ponyri.

## Multiplayer
Rozšířený multiplayer nabízí možnost ovládat vozidla na hracích mapách např. Jeep Willys MB nebo tank T-34, nový je také systém hodnostní a povyšování a také 3 nové hrací módy.

### Domination
Mód Domination (česky: dominace) je mód, ve kterém jedna strana obsadí místa (vlajky) na mapě a druhá strana je musí dobýt, ale tak, aby neztratila svá místa (vlajky) na mapě. Vítězí ta strana, která dosáhne limitu bodů nebo obsadí všechna místa (vlajky).

### Capture the flag
Mód Capture the flag (česky: zajmutí vlajky) je mód, v němž se jedna strana snaží ukrást vlajku druhé a odnést jí k vlastní vlajce.

### Base Assault
Mód Base Assault (česky: útok na základnu) je mód, v němž se jedna strana snaží i pomocí techniky dobýt nepřátelskou základnu a zničit ji, přičemž druhá strana ji logicky musí ubránit.

## Nové zbraně

### Americké
- Kulomet Browning M1919
- Bazooka

### Britské
- STEN Mk II s tlumičem (v Multiplayer dostupné pouze s modifikací)
- revolver Webley Mk.4

### Německé
- Puška G 43
- Kulomet MG 34
- Panzerschreck - protitanková zbraň podobná bazooce

### Ruské
- puška SVT-40
- Kulomet DP
- pistole TT-33